# Arichanna percontraria
Arichanna percontraria là một loài bướm đêm trong họ Geometridae.